# Cronologia de Fortaleza
Esta é uma cronologia da história da cidade de Fortaleza. Além dos principais fatos contem ainda uma tabela do crescimento demográfico com a população em datas referentes a pesquisas feitas pelo Governo do Ceará ou pelo Governo do Brasil e algumas estimativas.

## Século XVI
- 1500 - Vicente Yáñez Pinzón passa pela costa cearense.
- 1534 - Antônio Cardoso de Barros recebe a Capitania do Ceará.

## Século XVII
- 1603 - Pero Coelho de Souza passa pelo Mucuripe em direção das riquezas da Ibiapaba. No retorno da Ibiapaba funda o Fortim de São Tiago na foz do Rio Ceará.
- 1612 - Martim Soares Moreno reconstrói o forte no Rio Ceará com nome de Forte de São Sebastião.
- 1619 - Martins é nomeado dirigente da Capitania do Ceará por 10 anos.
- 1630 - Soares Moreno nomeia Capitão do Forte seu sobrinho Domingos da Veiga Cabral. Martins vai a Pernambuco combater os Holandeses e o Ceará passa ao domínio destes.
- 1637 - O major Jorge Garstmann toma posse da Forte de São Sebastião.
- 1639 - Chega Matias Beck.
- 1644 - Os holandeses são massacrados por índios na Barra do Ceará.
- 1649 - Matias Beck transfere da Barra do Ceará para as margens do riacho Marajaitiba, o Forte Schoonenborch.
- 1654 - O forte é entregado ao capitão português Álvaro de Azevedo Barreto de forma pacífica depois da derrota holandesa em Pernambuco.
- 1656 - Em 27 de junho o Ceará passa do encargo da Capitania do Maranhão para a Capitania de Pernambuco.
- 1666 - O Forte de Nossa Senhora da Assunção passa por uma reforma, a primeira depois de passas para o comando português, por seu comandante João Tavares de Almeida.
- 1698 - Foi totalmente reconstruido o Forte de Nossa Senhora da Assunção com melhorias.
- 1699 - Ordem Régia resolvia sobre a construção de uma igreja que seria a futura Catedral de Fortaleza.

## Século XVIII
- 1726 - Instalação da "Vila da Fortaleza de Nossa Senhora d'Assunção do Ceará Grande" desmembrada de Aquiraz.
- 1746 - No dia 27 de outubro é realizada a primeira festa da Pradroeira da Igreja de Nossa Senhora do Rosário.
- 1759 - o município de Caucaia é criada com estatus de vila sendo nela fundada a primeira escola pública do Ceará no mesmo ano. Também foi criada a vila de Vila Nova de Arronches.
- 1760 - É elevada a vila a localidade de Paupina com o nome de Vila Nova de Messejana.
- 1761 - É criada a freguesia do Ceará ou Fortaleza, sob a invocação de Nossa Senhora da Assunção e São José de Ribamar.
- 1777 - Realizado o primeiro censo de Fortaleza a mando do Capitão-General José César de Menezes acusando uma população de 2.874 pessoas.
- 1790 - 1793 - Houve grande seca em todo o capitania que aniquilou com a indústria de charqueadas.
- 1799 - Construído na ponta do Mucuripe o Fortim de São Luiz.
  - 17 de janeiro - Ano de separação da Capitania do Ceará Grande da Capitania de Pernambuco por Carta Régia de D. Maria I
  - 25 de setembro - Chega a Fortaleza o primeiro governador do Ceará, Bernando Manuel de Vasconcelos
- 1800 - É nomeado Manoel Ferreira da Silva o primeiro arruador de Fortaleza para padronizar o alinhamento das ruas.

## Século XIX
- 1801 - Iniciada reforma em Fortificações na Ponta do Mucuripe finalizada em 1802.
- 1802 - Morre no dia 8 de novembro, Bernardo Manuel de Vasconcelos, primeiro governador do Ceará.
- 1803 - Toma posse como segundo governador do Ceará, João Carlos Augusto de Oyenhausen-Gravenburg.
- 1808 - Luís Barba Alardo de Menezes é nomeado terceiro governador do Ceará.
- 1810 - Passa por fortaleza o viajante inglês Henry Koster que calculou a população de Fortaleza em 1.200 habitantes.
- 1812 - Foi construído o primeiro mercado de Fortaleza ao lado da Casa da Câmara.
  - 19 de março - toma posse o quarto governador do Ceará, Manuel Inácio de Sampaio.
  - 1 de julho - Criação da Alfândega de Fortaleza.
  - 12 de outubro - Foi iniciada a reforma da Fortaleza de Nossa Senhora da Assunção projetada pelo engenheiro José da Silva Paulet.
- 1813 - No dia 8 de setembro é inaugurado o primeiro chafariz de Fortaleza.
- 1817 - São aprisionados em Fortaleza os revolucionários do Crato
- 1818 - Construído novo Mercado Central de Fortaleza com projeto de Silva Paulet.
- 1825 - São executados no Passeio Público os líderes da Confederação do Equador.
- 1839 - O missionário metodista norte-americano Daniel Parish Kidder, visita a cidade.
- 1845 - Inauguração do Liceu do Ceará e do Farol do Mucuripe
- 1854 - Criada a Arquidiocese de Fortaleza
- 1856 - Inaugurada a urbanização da Praça General Tibúrcio
- 1861 - Inaugurada a Santa Casa de Misericórdia de Fortaleza
- 1864 - Inaugurado o Seminário da Prainha
  - 26 de novembro - Criada a Escola de Aprendizes-Marinheiros do Ceará
- 1866 - Criação da Associação Comercial do Ceará
  - 5 de abril - Bênção do Cemitério São João Batista
- 1867 - Inaugurada a Biblioteca Provincial do Ceará e criado o primeiro clube do Ceará o Club Cearense.
- 1870 - inaugurada a Cadeia Pública
- 1871 - Inaugurada a Praça do Ferreira
- 1875 - Criado o Museu Provincial
- 1884 - Criado o Clube Iracema e Abolida a escravidão no Ceará
- 1887 - Criação do Instituto do Ceará
- 1892 - Surge a Padaria Espiritual
- 1894 - Criada a Academia Cearense de Letras

## Século XX
- 1932  -  Criado o Instituto Doutor José Frota
- 1934  -  Fundação do Rotary Club de Fortaleza
- 1936  -  Inaugurada a Base Aérea de Fortaleza
- 1940  -  Reinauguração do Porto do Mucuripe
- 1952  -  Criado o Banco do Nordeste
- 1954  -  Criada a Universidade Federal do Ceará
- 1959  -  Construído o Hospital Universitário Walter Cantídio
- 1966  -  Inaugurado o Aeroporto Pinto Martins
- 1969  -  Criado o Hospital Geral de Fortaleza
- 1973  -  Construído o Estádio Castelão
  -  -  Inauguração da UNIFOR
- 1975  -  Inauguração da UECE
- 1978  -  Inaugurada a Catedral Metropolitana de Fortaleza

## Século XXI
- 2012  -  Inaugurado o Metrofor
  -  -  Inauguração do Centro de Eventos do Ceará